# Pyrrhopyge phidias
Pour les articles homonymes, voir Phidias.
Espèce
Pyrrhopyge phidias est une espèce de lépidoptères (papillons) de la famille des Hesperiidae, de la sous-famille des Pyrginae, de la tribu des Pyrrhopygini et du genre Pyrrhopyge.

## Dénomination
Pyrrhopyge phidias a été nommé par Carl von Linné en 1758 sous le nom initial de Papilio phidias.

### Nom vernaculaire
Pyrrhopyge phidias se nomme Original Firetip en anglais.

### Sous-espèces
- Pyrrhopyge phidias phidias; présent en Colombie, au Venezuela, à Trinité-et-Tobago, en Bolivie, au Paraguay, au Brésil, au Pérou, au Surinam et en Guyana.
- Pyrrhopyge phidias bixae (Linnaeus, 1758); présent dans le nord du Brésil, au Surinam et en Guyane.
- Pyrrhopyge phidias evansi Bell, 1947 ou Pyrrhopyge evansi Bell, 1947; présent en Colombie.
- Pyrrhopyge phidias garata (Hewitson, 1866); présent au Surinam et en Guyana
- Pyrrhopyge phidias guianae Bell, 1932; présent à Trinité-et-Tobago, en Guyana et en Guyane.
- Pyrrhopyge phidias hyperici Hübner, 1823; présent au Brésil.
- Pyrrhopyge phidias latifasciata Butler, 1873; présent en Colombie.
- Pyrrhopyge phidias leucoloma Erschoff, 1875; présent en Bolivie et au Pérou.
- Pyrrhopyge phidias rusca Evans, 1951; présent  en Équateur et au Pérou[3].
- Pyrrhopyge phidias williamsi Bell, 1931; présent au Pérou.
- Pyrrhopyge phidias zenodorus Godman & Salvin, 1893;; présent au Mexique, au Guatemala, au Costa Rica et au Pérou[1].

## Description
Pyrrhopyge phidias est un papillon d'une envergure allant de 44 mm pour les mâles à 50 mm pour les femelles, au corps trapu noir, avec la tête et l'extrémité de l'abdomen rouge. 
Les ailes sont de couleur bleu ardoise foncé à noire avec une frange blanche. Les ailes postérieures présentent sur leur revers une zone basale blanche veinée de foncé.

## Biologie

### Plantes hôtes
Les plantes hôtes de sa chenille sont des Vismia, Vismia baccifera et Vismia ferruginea.

## Écologie et distribution
Pyrrhopyge phidias est présent au Mexique, au Guatemala, au Costa Rica, en Colombie, au Venezuela, à Trinité-et-Tobago, en Équateur, au Pérou, en Bolivie, au Paraguay, au Brésil, au Surinam, en Guyana et en Guyane,,. 

### Protection
Pas de statut de protection particulier.